# Niklas Löffler
Niklas Löffler (* 11. September 1990 in Bremen) ist ein deutscher Schauspieler.

## Leben
Niklas Löffler wurde 1990 in Bremen geboren und schloss seine Ausbildung an der Schule für Schauspiel Hamburg 2015 mit Auszeichnung als Jahrgangsbester ab. Er spielte von Folge 2247 bis 2470 in der ARD–Telenovela Sturm der Liebe die Rolle des Norman Kowald. Des Weiteren wirkte Löffler bisher in verschiedenen Fernsehproduktionen wie Alarm für Cobra 11 – Die Autobahnpolizei, Kripo Holstein – Mord und Meer, Die Spezialisten – Im Namen der Opfer und Bettys Diagnose sowie in weiteren Kurzfilmen wie Frei sein oder Mario und in Webserien wie Wishlist und Offscreen mit.

## Filmographie
- 2014: Alarm für Cobra 11 – Die Autobahnpolizei (Folge: Goal)
- 2014: Kripo Holstein – Mord und Meer
- 2014: Zurück – Kurzfilm
- 2015: Elena (aka Ankunft) (Bewerbungsfilm) – Kurzspielfilm
- 2015: Frei sein – Kurzspielfilm
- 2015–2016: Sturm der Liebe (Telenovela)
- 2016–2017: Wishlist (Webserie)
- 2016: Die Spezialisten – Im Namen der Opfer
- 2017: Blaue Stunde – Hochschule für bildende Kunst Hamburg
- 2018: Mario – Kinospielfilm
- 2017–2018: Offscreen (Webserie)
- seit 2020: Bettys Diagnose (Fernsehserie)
- 2020: SOKO München (Folge: Die letzte Lieferung)
- 2021: Rote Rosen (Telenovela)
- 2023: In aller Freundschaft – Die jungen Ärzte (Folge: Ungeplant)
- 2023: SOKO Köln (Folge: Hallo Fremder)
- 2023: Hotel Mondial (Folge: Versuchungen)
- 2024: Inga Lindström: Die vergessene Hochzeit
- 2024: Für immer Sommer (Fernsehreihe, 2 Folgen)
- 2025: Lena Lorenz: Vor aller Augen